# Marcus Fizer
Darnell Marcus Lamar Fizer (* 10. August 1978 in Inkster, Vereinigte Staaten) ist ein ehemaliger US-amerikanischer Basketballspieler.

## High School
Fizer spielte an der Arcadia High School in Louisiana. In seinem letzten Jahr wurde er zum McDonald’s All-American Game eingeladen, einem Spiel der besten Highschoolspieler des Landes.

## College
Tim Floyd wurde während seiner Zeit an der University of New Orleans auf den ebenfalls in Louisiana spielenden Fizer aufmerksam und konnte diesen überreden unter ihm an der Iowa State University zu spielen. Nach zwei Jahren verließ Floyd allerdings die Universität und wurde durch Larry Eustachy ersetzt. In seinem dritten Jahr gewann Fizer mit seinem Team den Titel in der Big 12 Conference und erreichte im NCAA Tournament die Runde der letzten Acht. Zudem wurde er zum besten Spieler der Conference gewählt. Anschließend entschied er sich bereits vor dem Ablauf seiner Collegezeit in die NBA zu wechseln.

## NBA
Fizer wurde im NBA Draft 2000 an vierter Stelle von den Chicago Bulls gewählt. Diese wurden mittlerweile von Tim Floyd trainiert. Doch Fizer hatte bei den Bulls stets starke Konkurrenz auf seiner Position, zunächst Elton Brand und später Tyson Chandler, und konnte sich deswegen nie richtig durchsetzen. Zwar wurde er nach seiner Rookiesaison ins NBA All-Rookie Second Team gewählt, doch in seinen vier Jahren in Chicago erzielte Fizer nie mehr als 13 Punkte pro Spiel. Im Januar 2003 wurde er zudem von einem Kreuzbandriss außer Gefecht gesetzt.
Im Sommer 2004 sicherten sich die Charlotte Bobcats in einem so genannten Expansion Draft die Rechte an Fizer. Dieser schaffte es allerdings nicht ins Team der Bobcats und unterschrieb stattdessen einen Vertrag bei den Milwaukee Bucks. Dort spielte er eine Saison wurde allerdings nicht weiterverpflichtet und fand auch kein anderes NBA-Team.
Im November 2005 wechselte er deswegen in die NBA Development League zu den Austin Toros. Im Laufe der Saison 2005/06 erhielt er einen Zehntagesvertrag bei den Seattle SuperSonics ohne allerdings ein Spiel für diese zu absolvieren. Am Ende der Saison wurde er schließlich zum MVP der NBA Development League gewählt und unterschrieb im Anschluss einen weiteren Zehntagesvertrag, diesmal bei den New Orleans Hornets.

## Übersee
Im Sommer 2006 wechselte Fizer zunächst zu Polaris World Murcia in die spanische Liga, bevor er zu den Arecibo Captains nach Puerto Rico wechselte. Vor der Saison 2007/08 unterschrieb Fizer einen Zweijahresvertrag bei Maccabi Tel Aviv in Israel. In seiner ersten Saison dort erreichte Tel Aviv das Finale der Euroleague, verlor dort aber gegen ZSKA Moskau. Fizer allerdings konnte in diesem Finale aufgrund einer Knieverletzung nicht auflaufen. Aufgrund dieser Knieverletzung wurde sein Vertrag nach nur einem Jahr auch wieder aufgelöst.
Fizer pausierte zwei Jahre und unterschrieb erst wieder im Februar 2010 bei den Guaynabo Mets auf Puerto Rico, wo er gemeinsam mit Antoine Walker auflief. Später spielte er unter anderem in Taiwan, Argentinien, Bahrain und heute, in Venezuela professionellen Basketball.

## Sonstiges
Fizer nahm mit dem Team USA an den Goodwill Games 2001 in Brisbane teil. Dort kam er auf 4,8 Punkte und 3 Rebounds im Schnitt und gewann die Goldmedaille.